# Philippi Head
Das Philippi Head ist eine felsige Landspitze vulkanischen Ursprungs der Insel Heard im südlichen Indischen Ozean. Sie liegt am nordwestlichen Ende der Laurens-Halbinsel.
Benannt ist die Landspitze nach dem deutschen Geologen Emil Philippi (1871–1910), der bei der Gauß-Expedition (1901–1903) unter der Leitung von Erich von Drygalski Untersuchungen zum Vulkanismus auf Heard unternahm.